# Gangreen 1: Black Venus
Gangreen 1: Black Venus is een roman van Jef Geeraerts uit 1968, het eerste deel van een autobiografische tetralogie. Het boek, gesitueerd in de najaren van Belgisch Congo, is uitgegroeid tot een klassieker van de Nederlandse literatuur maar blijft ook kritiek ontmoeten vanwege het al dan niet vermeende superioriteitsgevoel waarmee de openhartige ik-verteller zwarten en vrouwen tegemoet treedt.
Het werk werd druk besproken en is onder meer vertaald in het Duits (1971), Engels (1975), Italiaans (1977) en Frans (1984).

## Context en creatie
Na de Dipenda keerde voormalig koloniaal ambtenaar en paracommandovrijwilliger Geeraerts terug naar het moederland, waar hij zich noodgedwongen moest aanpassen aan de beschavingswereld waar hij zo'n hekel aan had gekregen. Hij begon met het schrijven van Congoromans en -verhalen: op het ongepubliceerde Heet water volgde zijn debuut Ik ben maar een neger (1962), een relaas in de mond gelegd van de évolué Matsombo. Tijdens studies Germaanse filologie aan de Vrije Universiteit Brussel (1962-66) bleef Geeraerts publiceren (wat hij achteraf 'stijloefeningetjes' zou noemen) en rijpte, onder invloed van de colleges van Leopold Flam, het idee voor de Gangreencyclus waarin het verwerken van zijn traumatische ervaringen een geëigende vorm zou vinden. Hij begon het eerste deel ervan te schrijven op 20 november 1966 in Ventimiglia en pende de slotzin neer op 28 december 1967 in Knokke. Tijdens het schrijfproces werd hij aangemoedigd door Paul de Wispelaere en Jeroen Brouwers, lector bij uitgeverij Manteau.
Begin 1968 werd het contract met Manteau ondertekend. Het boek verscheen in het najaar. Voor het eerst verschool Geeraerts zich niet langer achter een fictieve hoofdpersoon. Hij had het over een onverbloemde publieke bekentenis, een authentieke autobiografische waarheid die hoogstens wat gestileerd was. In het boek  gebruikte hij dan ook zijn eigen bijnaam Mambomo – weliswaar nog onverklaard – en liet zich in het Frans aanschrijven als 'Joseph'. Zich beroepend op Michel Leiris nam Geeraerts dus het risico zich volledig bloot te geven omdat het schrijven anders slechts 'ongevaarlijk estheticisme' zou opleveren. Hij hoopte dat de cyclus zou uitlopen in een persoonlijke loutering.

## Thematiek
De voornaamste thema's van Black Venus zijn de beschavingscrisis, doodsangst, inwijding, erotiek en vitalisme, in het spoor van Henry Miller en Ernest Hemingway. De hoofdpersoon ervaart zijn huwelijk als verstikkend en heeft een Nietzscheaanse afkeer van het christendom. De geestdodende hypocrisie van zijn vrouw Marie-Jeanne, lijdend aan frustro-purito-christo-racistisch syndroom, wordt afgezet tegen het bevrijdende primitivisme van de Congolezen, die hun vrouwen plezier doen door hen als lustobjecten en slavinnen te behandelen. 
De eerste zwarte verovering van de verteller, een dertienjarige 'basalten maagd', wordt gevolgd door een lange reeks anderen: Monica (dochter van Epapa), Thérèse, Marguerite, Martine, Marietje, nog een Monica ('the African Queen'), Mbala, een hoer in Antwerpen, een derde Monica (in Yangula), Sofie, Martha, Paulette, Madeleine, Rosalie, Catherine de Bora, Martha en haar ongeveer tienjarige zus Cécile, weer Sofie, de mannequin Julie Yenga en Caroline. De 'Black Venus' van de ondertitel zijn de woorden waarmee hij de aristocratische Catherine de Bora aanspreekt, maar verwijzen meer algemeen naar de oervrouw zoals Geeraerts zich die vroeger had gedroomd en in Congo gevonden. Zwarte vrouwen bieden hem een 'hogeschool van de wellust' en geven, wanneer ze het puur lichamelijke overstijgen (Mbala, Cathérine, Julie), toegang tot het sacrale. Naast seks worden ook overvloedig drankgebruik, eetfestijnen, hasj, racen met paarden en auto's, jacht en geweld met lyrische uitbundigheid beschreven.
De ik-figuur is assistent-gewestbeheerder in Bumba, een roerig gebied in Belgisch Congo, en levert van binnenuit kritiek op het stompzinnige koloniale bestel dat ten einde loopt (het tijdsverloop omspant de jaren 1955-1960, met weglating van de periode 22 april 1959 - 16 maart 1960, die later aan bod zou komen in Gangreen 2: De goede moordenaar). Tegelijk is hij niet te beroerd om geweld te gebruiken in dienst van dat regime en toont hij zich gehecht aan het behoud ervan, in het besef dat zijn privileges erop zijn gestoeld:
"[...] toen ik van de trappen naar de Pontiac liep, besefte ik dat het Belgische gezag in Kongo, dat me zes jaar lang had toegelaten trots, ongenadig, triomfantelijk mijn persoonlijke wil door te drijven, in enkele maanden tijd een bespottelijke parodie was geworden en ik was razend: dit wees op een elementair gebrek aan trots, alleen een klein land met bange kruideniers aan het hoofd kon zoiets laten gebeuren."

## Stijl
Gangreen 1 wordt verteld vanuit ik-perspectief in lange, lyrische zinnen die zich weinig aantrekken van klassieke interpunctie en syntaxis, behalve waar de lezer een adempauze wordt gegund in korte zinnen met punten. Voor de rest wordt het stuwende ritme bepaald door 'brokken tussen drie punten', paragrafen tussen beletseltekens die een snelle opeenvolging van passages suggereren in het hoofd van de verteller. Het is een van de stijlmiddelen die Geeraerts inzette om de illusie te creëren dat de tekst in een gulp is geschreven. In de woorden van Marnix Gijsen: "Dit proza heeft zijn gelijke niet in ons taalgebied, het stroomt lijk lava, het stoort zich niet aan de conventionele zinsbouw, het rukt genadeloos verder bladzijden lang, met hier en daar een leesteken."
Zelf liet Geeraerts erover noteren: "Ik zei de syntaxis vaarwel. Zinnen begonnen met drie puntjes, maar verder was ik spaarzaam met punten en komma's. En het boek eindigt ook met drie puntjes. Om aan te geven dat het geen afgerond geheel was, maar onderdeel van een cyclus."
Verhaaltechnisch plaatste hij zich in de modernistische traditie van de stream of consciousness ("Ik dacht: laat ik ook mijn rol eens afdraaien").

## Kritiek en receptie
De literaire kwaliteit van Geeraerts boek werd vrij algemeen door recensenten erkend, maar over de inhoud heerste verdeeldheid. De auteur werd er min of meer van beschuldigd een pornografische apologie te hebben geschreven van kolonialisme, racisme en seksisme. Katholieke kritiek legde het accent vooral op het zedenbederf en socialistische eerder op het koloniale aspect, al was geen enkele zuil unaniem in de afkeuring. De katholieke pers klaagde dat het boek 'zwijnerij' promootte (Paul Hardy in Gazet van Antwerpen), maar liet zich verder niet al te zeer provoceren door de antichristelijke boodschap van Geeraerts, in die mate zelfs dat men zich in het Vlaams-nationalistische Pallieterke scherp afvroeg "waarom men weinig of nooit in onze kerken de stem [hoorde] verheffen tegen die zedeloosheid?"
De recensent van De Standaard waardeerde het boek als kunstwerk maar vond het wel reactionair: "Het is een poging om de oude westerse droom van een romantisch oerparadijs te realiseren in een kolonialistisch rijk". Congo-auteur en socialist Piet Van Aken reageerde in De Werker heftig tegen wat hij beschouwde als een "geromanceerde, verkapte, vervalste autobiografie van de schrijver toen hij nog als koloniale despoot mee onze Kongo-negers exploiteerde".
De verdediging van Black Venus werd opgenomen door Marnix Gijsen, die het boek razend enthousiast begroette: "Onder ons is een groot schrijver opgestaan, een man die, indien hij Gangreen I Black Venus in het Frans of in het Engels had geschreven, op slag wereldberoemd zou zijn". Paul de Wispelaere, nauw betrokken bij de totstandkoming, benadrukte de therapeutische functie van het schrijven en ontwaarde een dualisme: romantische nostalgie naar authentieke levensstijlen (primitivisme in het oerwoud, oosters geïnspireerd raffinement) versus sarcasme en haat tegenover "een verstarde, hypokriete platvloerse schijnbeschaving, ontmand door het kristendom".
In 1969 kreeg het boek de Driejaarlijkse Staatsprijs voor Proza. Juryvoorzitter Paul De Vree was geneigd Ivo Michiels te bekronen, maar onthield zich toen zich bij de stemming onverwacht een meerderheid voor Geeraerts aftekende (Marcel Janssens, Clara Haesaert en Lieve Scheere). Het vijfde jurylid, Piet Van Aken, had zijn afkeer voor Black Venus al laten blijken en besloot de stemming te boycotten. Minister van Nederlandse Cultuur Frans Van Mechelen volgde op 11 oktober 1969 de jury. Geeraerts bleef afwezig op de uitreiking en weigerde in de volgende jury te zetelen, maar incasseerde de 250.000 frank prijzengeld. 
De bekroning maakte opnieuw de stemmen los en leek te leiden tot een censuurrel, toen politiediensten op 28 november 1969 in de Brusselse boekhandel Corman een exemplaar van Black Venus meenamen, samen met een aantal andere seksueel getinte boeken. Een en ander leidde tot interpellaties in het parlement. De Franstalige volksvertegenwoordiger Guy Cudell had kritiek op de toekenning van een Belgische prijs aan een 'racistisch en kolonialistisch' werk, waarop minister Van Mechelen, die het boek evenmin als Cudell had gelezen, repliceerde dat de prijs een erkenning was van de literaire, niet van de pedagogische waarde van een werk. Jozef Belmans vroeg uitleg over de confiscatie, maar volgens Justitieminister Vranckx was het boek enkel meegenomen voor nazicht in het kader van een klacht tegen de boekhandel over openbare zedenschennis (art. 383 Sw.). Het parket verklaarde de klacht zonder gevolg en gaf de boeken op 2 december terug.
In de nasleep benadrukte Van Aken nogmaals dat hij niet geloofde in de echtheid van het boek: "Het hoofdpersonage, de schrijver zelf, is erger vervalst dan ooit een derde-persoon-personage door de alwetende literatureluurder vervalst werd".
De commotie had ook in Nederland de aandacht getrokken. Herwig Leus was in het Parool vernietigend: "In een samenleving waar auteurs gelauwerd worden die het neerschieten van negers verheerlijken omdat het toch maar bavianen zijn, maakt 'Mein Kampf' nog best een kans." En Renate Rubinstein schreef in NRC: "Als er boeken zouden bestaan die verboden moesten worden, dan is dit er één." Anderen waren gematigder: "De door Geeraerts gepredikte moraal van de 'linkse bourgeois' is gegrondvest op geweld, intolerantie en erotiek. Hoe afkerig men tegenover die levenshouding ook staat, toch getuigt Geeraerts' werk van een schrikbarende eerlijkheid."
De controverse droeg sterk bij tot de bekendheid van Geeraerts, die er de bijnaam Vuile Jef aan overhield. Het boek verkocht goed en vanaf de zevende druk speelde de uitgeverij in op de reputatie van Black Venus door de foto van een naakte zwarte vrouw op de cover te plaatsen.
Er kwamen nu ook vertalingen. De halfblinde Henry Miller liet zich in 1975 de Engelse vertaling van het boek voorlezen en spaarde zijn lof niet. Hij sprak over "an explosion of color, sound and primal feelings" en waardeerde de openheid waarmee Geeraerts te werk was gegaan ("It is a tremendously open, uncensored look into his own and his country's soul").
In de 21e eeuw bleef Gangreen 1 onverminderd actueel. Tom Lanoye schreef: "De overdreven focus op alleen maar de seks, alsook het aanhoudende gegniffel om wat niet eens een echte censuurrel was, dreigen de betekenis te verlullebroeken van het meesterwerk dat Black Venus heet." Hij meende dat Geeraerts zichzelf meer had geënsceneerd dan toegegeven en zag de ik-figuur als "vitalistisch en morbide tegelijk, hoogopgeleid maar hanig als een bokser, onveranderlijk superieur en ingebeeld primitief." De antropologe Bambi Ceuppens ontwaarde achter de auteur met de superieure stijl en de kritiek op het koloniale bestel iemand die niettemin zelf het koloniale denken aankleefde en de racistische vooroordelen die daar inherent aan waren.
In 2015 kreeg het boek een plaats in de canon van de Vlaams-Nederlandse literatuur. In 2020 werd het daar echter weer uit verwijderd vanwege de stereotiepe beschrijving van de vrouw en het land. Deze verwijdering geschiedde in een tijd dat de discussie over de koloniale erfenis in België hoog opliep en onder meer de verwijdering van beelden van Leopold II landelijk aan de orde was. Bert Van Raemdonck, lid van de canoncommissie, noemde het boek een "lange verheerlijking van opvattingen en gedragingen" die ons vandaag "misselijk maken". Auteur Erwin Mortier vond het spijtig. In zijn ogen is de roman "een meesterwerk, omdat de verteller zichzelf als kolonisator op het spel zet". Voor Nadia Nsayi hoeven de vreselijke zaken in Gangreen 1 niet tot een schrapping uit de canon te leiden en is het wel "interessant om inzicht te krijgen in hoe een koloniaal – niet dé koloniaal – destijds naar de koloniale samenleving en de lokale bevolking keek".

## Voetnoten
1. ↑  Lionel Deflo, Jef Geeraerts: Schrijven op leven en dood of de tocht van Trieb naar Geist, in: Yang, juni 1973 (interview oorspronkelijk verschenen in Kreatief)
2. 1 2  Lionel Deflo, Jef Geeraerts: Schrijven op leven en dood of de tocht van Trieb naar Geist, in: Yang, juni 1973 (interview oorspronkelijk verschenen in Kreatief)
3. ↑  Harold Polis, "Nawoord", in: Jef Geeraerts, Gangreen, 2003, p. 1061
4. 1 2  Ecce homo, in: Yang, 1973, p. 135-137
5. ↑  Dirk Leyman, "Een Staatsprijs voor een boek vol 'zwijnerij'", De Morgen, 5 mei 2014
6. ↑  Geciteerd in Mark Cloostermans, Moord en brand. Over Jef Geeraerts' 'Gangreen'-cyclus toen en nu, in: Ons Erfdeel, 2004, p. 502-510. Gearchiveerd op 28 mei 2022.
7. ↑  Bernard Kemp, "Kongo als ziekte", De Standaard, 7 februari 1969
8. ↑  Jef Geeraerts of de romantische antiteze, in: Ons Erfdeel, 1969, p. 101-102
9. ↑  Jan Lampo, Censuur / geen censuur. Belgische priesters en politiemannen tackelen ‘pornografie’, 28 april 2015. Gearchiveerd op 3 februari 2023.
10. ↑  "Ging staatsprijs naar een kolonialistische roman?", De Standaard, 12 december 1969
11. ↑  Geciteerd door Willy Vaerewijck in de Volksgazet, 5 december 1968
12. ↑  Het Parool, 15 november 1969
13. ↑  Eugène Van Itterbeek, Een staatsprijs voor Jef Geeraerts. Een Belgische controverse, in: Yang, 1973, p. 93-102
14. ↑  The Los Angeles Times, 1975
15. 1 2  Tom Lanoye, "Verzengend koudvuur. Afscheid van Jef Geeraerts en zijn Gangreen", in: Revue Lanoye. Filippica (polemische replieken), 2016, p. 31
16. ↑  De nostalgie van de koloniaal, De Standaard, 18 mei 2015. Gearchiveerd op 23 mei 2022.
17. ↑  Jef Geeraerts uit canon geschrapt wegens ‘misselijkmakende visie’ op Congo en vrouwen, De Standaard, 26 juni 2020. Gearchiveerd op 28 november 2022.
18. ↑  Moeten we Jef Geeraerts nog lezen?, De Standaard, 27 juni 2020. Gearchiveerd op 23 mei 2022.